# Horst

Imatge USGS

Un horst, que deriva del l'alemany horst 'gep', en geografia física i geologia, és una regió elevada limitada per dues falles normals paral·leles. També s'anomena massís tectònic o pilar tectònic. És propi de règims tectònics descompressius.
Pot passar que als costats dels horst hi hagi sèries de falles normals; en aquest cas, els vessants de les muntanyes estaran formats per una successió de nivells esglaonats.
Una fossa tectònica o graben és una associació de falles que dona lloc a una regió deprimida entre dos blocs aixecats.
Un horst està format per l'extensió de l'escorça terrestre. El bloc elevat és un tros de l'escorça terrestre que generalment roman estacionari o és aixecat mentre la terra s'enfonsa per l'altre costat.
Als Països catalans trobem un sistema horst-graben al sistema format per la Serralada Prelitoral Catalana (horst), la depressió del Vallès-Penedès (graben) i la Serralada Litoral Catalana (horst), resultat de la descompressió tectònica dels Catalànids. Les muntanyes Vosges a França i la Selva Negra a Alemanya també són exemples de horsts. La paraula horst també s'aplica a la Plana de Rússia, Aràbia, Índia ai Sud-àfrica central, on el continent roman estable, amb estratificació tabular, distinta de les regions plegades com són les cadenes de muntanyes d'Euràsia.

## Els horsts i les explotació d'hidrocarburs
En moltes de les conques rift del món la gran majoria dels hidrocarburs descoberts estan associats amb horsts.